# آبرة الورد
آبرة الورد أو دبور تدرن الورد (الاسم العلمي: Diplolepis rosae)، هي نوع من الآبرات تركب الورود وأخصها النسرين فتؤذيها أشد الأذى. وحيث تحل تحدث في فروعها العفص الخيطي الذي يبدو ككبة من الصوف تمنطقها الخيوط الدقيقة القصيرة. لا دواء لها سوى الكشط والتطهير وإذا استفحل أمرها فالقطع والحريق.